# Stine Bonde
Stine Bonde Aagaard (født d. 2. juni 1988 i Hillerød) er en dansk håndboldspiller, der spiller for Silkeborg-Voel KFUM. Hun kom til klubben i 2014. Hun har tidligere optrådt for Randers HK.
Kåret som Årets Talent i Randers HK 2005.
Kåret som Årets spiller i Randers HK 2013.